# هاوکی‌پوداس
هاوکی‌پوداس (به فنلاندی:Haukipudas) نام شهری در استان اولو در فنلاند است. جمعیت آن در سال ۲۰۱۳ حدود ۱۹ هزار نفر بوده است. این شهر دارای ۱۶ روستا است و وسعت آن ۱،۰۲۳٫۶۲ کیلومتر مربع است.

## جستارهای ویژه
- فهرست شهرهای فنلاند